# Marcelo Bosch
Marcelo Tristán Bosch (Buenos Aires, 7 gennaio 1984) è un rugbista a 15 argentino, tre quarti centro del Burton RFC, club semiprofessionistico della quinta serie inglese.

## Biografia
Cresciuto nelle giovanili del Belgrano di Buenos Aires, in cui praticò sia calcio che rugby, giocò fino al 2006 nel campionato dell'Unión de Rugby de Buenos Aires per poi trasferirsi in Europa presso i francesi del Biarritz.
Nel giugno 2007 esordì in Nazionale a Mendoza contro l'Italia (vittoria 24-6) che affrontava un breve tour in Sudamerica, ma non fu poi convocato per la successiva Coppa del Mondo in Francia.
Con Biarritz giunse alla finale di Heineken Cup 2009-10, venendo sconfitto dal Tolosa, e l'anno successivo fu incluso nella rosa argentina alla Coppa del Mondo di rugby 2011.
Nel 2012 vinse con Biarritz la Challenge Cup e l'anno seguente, dopo 7 stagioni al club francese, si trasferì in Inghilterra ai Saracens; con il suo nuovo club giunse al primo anno alla finale di Heineken Cup, tuttavia sconfitto dal Tolone di Jonny Wilkinson e a quella di Premiership, in cui essere stato il realizzatore dell'unica meta della sua squadra non impedì la sconfitta a opera del Northampton.
L'anno successivo, proprio dopo che un suo calcio piazzato aveva mandato i Saracens in semifinale di Champions Cup, gli fu offerto un rinnovo di contratto, la cui durata e i cui termini economici non sono stati resi noti.
Dopo l'estate è giunta la convocazione per la Coppa del Mondo di rugby 2015 in Inghilterra.

## Palmarès
- Premiership: 4
Saracens: 2014-15, 2015-16, 2017-18, 2018-19
- Coppe Anglo-Gallesi: 1
Saracens: 2014-15
- Champions Cup: 3
Saracens: 2015-16, 2016-17, 2018-19
- Challenge Cup: 1
Biarritz: 2011-12